# Alfa Romeo 50
 (août 2021).
Si vous disposez d'ouvrages ou d'articles de référence ou si vous connaissez des sites web de qualité traitant du thème abordé ici, merci de compléter l'article en donnant les références utiles à sa vérifiabilité et en les liant à la section « Notes et références ».
L'Alfa Romeo 50 était un camion de catégorie moyenne polyvalent fabriqué par le constructeur italien Alfa Romeo V.I. à partir de 1930. Ce fut le premier véhicule industriel lourd produit par Alfa Romeo.
Ce véhicule fut fabriqué pendant trois ans et a été décliné en version civile et militaire. Le constructeur en dérivera une version spéciale autobus Alfa 40 destinée aux carrossiers industriels qui construiront des carrosseries spécifiques. 6 châssis ont été produits.

## Histoire
L'Alfa Romeo 50 était un camion de moyen tonnage et le tout premier véhicule industriel lourd du constructeur milanais Alfa Romeo. Il disposait d'une ligne de cabine très carrée. Il sera fabriqué dans l'usine usine de Portello à Milan, avant son agrandissement.
À la fin de la première guerre mondiale, l'Italie veut renforcer et moderniser son parc matériel militaire qui disposait toujours des Fiat 18 et Ceirano 50 CM des années 1920. L'armée du Roi d'Italie sollicita tous les constructeurs nationaux. Fiat V.I. proposera les Fiat 621 et Fiat 632, Lancia V.I. son fameux Lancia Ro et Alfa Romeo qui n'avait aucune expérience en la matière dû, sous la pression des autorités militaires, négocier en 1929 une coopération avec les constructeurs allemands Deutz pour le moteur et Büssing-Nag pour le châssis pour réaliser son premier modèle.
C'est ainsi que le constructeur milanais de voitures sportives se lança dans la construction de camions avec l'Alfa 50 qui sera présenté en 1930.
Le châssis fut également utilisé pour des autobus sous la dénomination Alfa 40 et une version à trois essieux, baptisée Alfa Romeo 80.
Comme tous les poids lourds immatriculés sur le territoire italien jusqu'en 1974, la conduite est obligatoirement à droite.
Ce camion avait de grandes dimensions pour une charge utile peu importante (5 tonnes). Ses coûts de production étaient beaucoup plus élevés que ses concurrents. Les ventes furent peu nombreuses (115 exemplaires) et le véhicule ne fut jamais homologué par le Regio Esercito, l'armée italienne qui lui préféra les modèles Fiat et Lancia.